# Харви, Дэвид
Дэ́вид Ха́рви (англ. David Harvey; род. 31 октября 1935 в Джиллингеме (Кент, Англия)) — англо-американский географ, один из основателей т. н. «радикальной географии», теоретик и популяризатор марксизма.
В 1995 году стал лауреатом премии Вотрена Люда, называемой «Нобелевской премией по географии». В 2007 году The Times Higher Education Guide включил его в список из 18 самых цитируемых интеллектуалов всех времён в области гуманитарных и общественных наук. В 2009 году был самым цитируемым географом в мире.

## Научная биография
Начинал как историко-географ, написав работу о производстве хмеля в Англии в XIX веке. Под влиянием веяний времени увлёкся математическими методами в географии и стал автором одной из наиболее известных книг школы пространственного анализа «Объяснение в географии» (Explanation in Geography, 1969), в которой изложены методологические и философские положения англо-американской школы пространственного анализа. В работе подвергается критике понятие абсолютного пространства в географии, рассматриваемое как продукт кантианской теории синтетического априорного знания.
С начала 1970-х резко сменил направление деятельности, подобно Уильяму Бунге начал изучать проблемы социальной справедливости. В отличие от Бунге, Харви является марксистом и поэтому делает акцент на экономической составляющей неравенства.
В 1969 перебрался в США и поселился в Балтиморе, совмещая изучение городских гетто с преподаванием в местном университете. В дальнейшем Харви неоднократно менял место жительства и преподавания:
- Ph.D. St Johns College, Кембридж, 1961
- Post-doc, Университет Уппсалы, Швеция 1960—1961
- Лектор, География, Бристольский университет, Великобритания (1961—1969)
- Профессор-адъюнкт, с 1973 — профессор, Департамент Географии и землеустройства, Университет Джонса Хопкинса, Балтимор, США (1969—1987 и 1993—2001)
- Профессор географии, Оксфордский университет (1987—1993)
- Distinguished Professor, Департамент антропологии, Университет Нью-Йорка (2001 — н.в.)

Ричард Уокер в 2009 году отмечал, что наряду с Робертом Бреннером Харви является одним из двух главных олицетворений марксизма на тот момент.
Отмечен Leverhulme Medal (British Academy) (2018).

## Основные работы, изданные с начала 1970-х
- «Social Justice and the City», 1973 — о городских гетто;
  - Социальная справедливость и город / [перевод с англ. Е. Ю. Герасимовой]. — [2-е изд.]. — М. : Новое литературное обозрение, 2019. — 435, [1] с. — (Studia urbanica). — ISBN 978-5-4448-1108-5
- Пределы капитала («Limits to Capital», 1982) — географический анализ капитализма с марксистских позиций;
- «The Condition of Postmodernity», 1989 — бестселлер, посвящённый критике идей постмодернизма;
  - Состояние постмодерна : исследование истоков культурных изменений / Перевод с англ. Н. Проценко под научной редакцией А. Павлова. — М. : Издательский дом Высшей школы экономики, 2021. — 575 с. : табл. — ISBN 978-5-7598-2369-8
- Справедливость, природа и география различий («Justice, Nature and the Geography of Difference», 1996) — о социальной и экологической справедливости;
- Пространства надежды («Spaces of Hope», 2000) — социалистическая утопия;
- Новый империализм («New Imperialism», 2003) — критика военной операции США в Ираке, отвлекающей трудящихся от проблем капитализма в самих США;
- «A Brief History of Neoliberalism», 2005 — критический анализ развития неолиберальных идей с середины 1970-х;
  - Краткая история неолиберализма : актуальное прочтение / Пер. с англ. Н. С. Брагиной. — М. : Поколение, 2007. — 285, [2] с. : ил., табл. ISBN 978-5-9763-0022-4
- Пространства глобального капитализма: на пути к теории неравномерного географического развития («Spaces of Global Capitalism: Towards a Theory of Uneven Geographical Development», 2006);
- Космополитизм и географии свободы («Cosmopolitanism and the Geographies of Freedom», 2009).
- Право на город = The Right to the City. / Перевод [с англ.] и комментарии д. э. н., профессора М. А. Котлярова. — Екатеринбург : Альфа Принт, 2019. — 36 с. ISBN 978-5-907080-69-0